# Rafo Arneri
Rafo Arneri (1837. – 1899.), hrvatski političar, saborski zastupnik, hrvatski narodni preporoditelj. Brat je Jeronima, hrvatskog političara i visokog lokalnog dužnosnika. Sin Roko također je bio aktivan u politici i pristaša pravaške političke struje.

## Životopis
Rodio se je 1837. godine od oca Vlaha iz korčulanske plemićke obitelji Arneri. Obnašao je dužnost notara u Korčuli. Od 1861. do smrti vodio je hrvatski narodni preporod u gradu Korčuli. Jedan je od istaknutijih hrvatskih političara u austrijskoj carskoj pokrajini Dalmaciji. Nakon što je Narodna stranka pobijedila na općinskim izborima 1871., prvi je načelnik u Korčuli vraćene hrvatstvu. Suosnivač iste godine društva Narodna slavjanska čitaonica u Korčuli (poslije Hrvatska čitaonica), kojem je bio i predsjednik. Načelnik je bio u mandatima od 1871. – 1878. te 1880. – 1888. godine. Od izbora 1870. pa do 1876. zastupnik je vanjskih općina Korčule, Pelješca i Stona u Dalmatinskom saboru.
Narodnu stranku na otoku Korčuli vodio je do 1875., nakon čega ga je zamijenio Josip Zaffron, njegov politički istomišljenik. Zaffron ga je zamijenio poslije i na drugoj dužnosti. Kad je 1888. Rafo Arneri dao ostavku na mjestu načelnika korčulanske općine, Josip Zaffron tadašnji zastupnik grada Korčule u Dalmatinskom saboru i Carevinskom vijeću, preuzeo je njegov položaj.
Kad je na političku pozornicu u Kraljevini Dalmaciji stupila Stranka prava (1892. – 1893.), Arneri je prišao toj stranci. Naprjedovao je do vrha. Bio je odbornik u Izvršnom odboru.
Dugo je godina izvješćivao za zadarski Narodni list. Dio Arnerijeva dopisivanja pohranjen je u zadarskom povijesnom arhivu. Arnerijevim političkim putem pošli su i brat i sin. Kad je umro, objavljeno je više prigodnih pjesama. Vicko Mihaljević, poznati splitski gradonačelnik hrvatskog duha, također je objavio pjesmu posvećenu Arneriju.

## Djela
- Objavio je 1875. godine trogodišnji izvještaj o ekonomskom poslovanju općine (Narodni list, br. 12, u izvanrednom prilogu uz prilog Il Nazionale).[1]
- Napisao je autobiografiju na talijanskom jeziku.[1]
- Kratki životopis s popisom djelâ Petra Kanavelovića (Katolička Dalmacija, 1891).[1]